# Stacy Lattisaw
Stacy Lattisaw (Washington, 25 novembre 1966) è una cantante statunitense, dedita ai generi soul-R&B, gospel, dance e disco music, in attività dalla fine degli anni settanta alla fine degli anni ottanta .
Nella sua decennale quanto precoce carriera, ha inciso in totale dieci album (più una raccolta uscita nel 1998), il primo dei quali è Young And in Love, pubblicato ad appena 12 anni nel 1979.
Tra le sue canzoni più rappresentative, figurano:  Let Me Be Your Angel, Love on a Two Way Street, Perfect Combination  e Miracles.
Si è ritirata nel 1990 per dedicarsi alla famiglia.

## Discografia

### Album in studio
- 1979 - Young And in Love (Cotillion Records)
- 1980 - Let Me Be Your Angel (Cotillion)
- 1981 - With You (Cotillion)
- 1982 - Sneakin' Out (Cotillion)
- 1983 - Sixteen (Cotillion)
- 1984 - Perfect Combination (con Johnny Gill) (Cotillion)
- 1985 - I'm Not the Same Girl (Cotillion)
- 1986 - Take Me All the Way  (Motown Records)
- 1988 - Personal Attention (Motown)
- 1989 - What You Need (Motown)

### Raccolte
- 1998 - The Very Best of Stacy Lattisaw (Rhino Records)
- 2021 - Stacey Lattisaw - The Cotillion Years 1979 - 1985 (Robinsongs)

### Singoli
- 1979 - When You're Young and in Love
- 1980 - Dynamite!
- 1980 - Jump to the Beat
- 1980 - Let Me Be Your Angel
- 1981 - Love on a Two Way Street
- 1981 - It Was so Easy
- 1981 - Feel My Love Tonight
- 1982 - Don't Throw It All Away
- 1982 - Attack of the Name Game
- 1982 - Hey There Lonely Boy
- 1983 - Miracles
- 1983 - Million Dollar Babe
- 1984 - Perfect Combination (feat. Johnny Gill)
- 1984 - Baby It's You (feat. Johnny Gill)
- 1984 - Block Party (feat. Johnny Gill)
- 1985 - I'm Not the Same Girl
- 1985 - He's Just Not You
- 1985 - Can't Stop Thinking About You
- 1986 - Nail It to the Wall
- 1987 - Jump Into My Life
- 1987 - Every Drop of Your Love
- 1988 - Let Me Take You Down
- 1988 - Call Me
- 1989 - What You Need
- 1989 - Where Do We Go from Here (feat. Johnny Gill)
- 1990 - I Don't Have the Heart